# Olivia Giaccio
Olivia Giaccio (* 15. August 2000 in Mount Kisco, New York) ist eine US-amerikanische Freestyle-Skierin. Sie startet in den Buckelpisten-Disziplinen Moguls und Dual Moguls.

## Werdegang
Giaccio nahm ab Januar 2015 am Nor-Am Cup und an nationalen Meisterschaften teil. Ihr Debüt im Weltcup hatte sie am 4. Februar 2016 in Deer Valley, wo sie im Moguls-Wettbewerb den 16. Platz belegte und sogleich erstmals Weltcuppunkte gewann. In der Saison 2016/17 erreichte sie bei neun Weltcupteilnahmen drei Top-10-Platzierungen. Dabei gelang ihr am 19. Februar 2017 mit dem dritten Platz im Dual-Moguls-Wettbewerb von Tazawako die erste Weltcup-Podestplatzierung. Zum Saisonende belegte sie den elften Platz im Moguls-Weltcup. Beim Saisonhöhepunkt, den Weltmeisterschaften 2017 in der Sierra Nevada, kam sie auf den 17. Platz im Dual Moguls und auf den 15. Rang im Moguls-Wettbewerb. Im April 2017 gewann sie bei den Juniorenweltmeisterschaften in Chiesa in Valmalenco die Bronzemedaille im Moguls und die Goldmedaille im Dual Moguls.

## Erfolge

### Weltmeisterschaften
- Sierra Nevada 2017: 15. Moguls, 17. Dual Moguls

### Weltcup
Gaccio errang im Weltcup bisher einen Podestplatz.
Weltcupwertungen:
| Saison  | Gesamt | Gesamt | Moguls | Moguls |
| Saison  | Platz  | Punkte | Platz  | Punkte |
| ------- | ------ | ------ | ------ | ------ |
| 2015/16 | 167.   | 1,88   | 35.    | 15     |
| 2016/17 | 58.    | 20,82  | 11.    | 229    |

### Weitere Erfolge
- Juniorenweltmeisterschaften 2017: 1. Dual Moguls, 3. Moguls
- 2 Podestplätze im Australian New Zealand Cup